# Herning (gemeente)
Herning is een gemeente in de Deense regio Midden-Jutland. De gemeente telt 88.386 inwoners (2017). Bij de herindeling van 2007 werden de volgende gemeentes bij Herning gevoegd: Aulum-Haderup, Trehøje, Åskov.

## Plaatsen in de gemeente
- Fasterholt
- Aulum
- Ilskov
- Simmelkær
- Skibbild
- Herning
- Vind
- Gullestrup
- Timring
- Studsgård
- Sunds
- Haderup
- Hodsager
- Sørvad
- Kibæk
- Arnborg
- Høgild
- Ørnhøj
- Sønder Felding
- Vildbjerg
- Skarrild
- Stakroge
- Havnstrup
- Nørre Kollund
- Sinding
- Kølkær

Aarhus · Favrskov · Hedensted · Herning · Holstebro · Horsens · Ikast-Brande · Lemvig · Norddjurs · Odder · Randers · Ringkøbing-Skjern · Samsø · Silkeborg · Skanderborg · Skive · Struer · Syddjurs · Viborg
- International Standard Name Identifier: 0000 0004 0607 7383
- Library of Congress Control Number: n92092897
- MusicBrainz: 99e6b580-a507-4cad-9c75-cff822d97264
- Nationale Bibliotheek van Israël: 987007530937705171
- Virtual International Authority File: 124479972
- WorldCat: E39PBJkMPgWrcjpmKxrXPmPCwC